# Паккард, Келли
Ке́лли Чеме́йн Пакка́рд-При́ветт (англ. Kelly Chemane Packard-Privett; 29 января 1975, Глендейл, Калифорния, США) — американская актриса, фотомодель и певица.

## Биография
Келли Чемейн Паккард родилась 29 января 1975 года в Глендейле (штат Калифорния, США). У Келли есть трое братьев — один старший и два младших сводных.
Келли начала свою карьеру в качестве фотомодели в 1988 году с победы на конкурсе красоты «California Pre-Teen». С 1989 года Паккард также снимается в кино. Она также является певицей.
С 17 августа 1997 года Келли замужем за доктором Дэррином Приветтом. У супругов есть четверо детей: дочь Обри Лин Приветт (род.06.04.2004), сын Дэллин Приветт (род.2005) и  ещё две дочери — Халле Приветт (род. в декабре 2008) и Делани Приветт (род.2012).